# Bernardo Pasquini

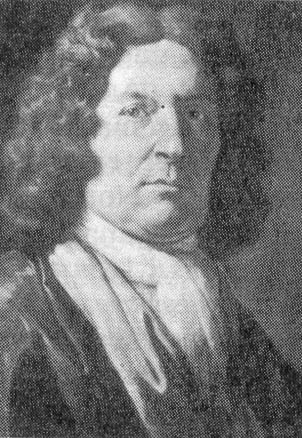
Bernardo Pasquini

Bernardo Pasquini (* 7. Dezember 1637 in Massa in Val di Nievole, (Toskana); † 21. oder 22. November 1710 in Rom) war ein italienischer Organist, Cembalist und Komponist des Barock.

## Leben
Bernardo Pasquini erhielt ersten Unterricht durch Mariotto Bocciantini. Ab 1650 lebte er bei einem Onkel, der Priester war, in Ferrara und erhielt bei örtlichen Musikern weiteren Unterricht. Von Anfang 1654 bis November 1655 war er Organist an der Accademia della morte in Ferrara. Danach ließ er sich in Rom nieder. Er war Organist an verschiedenen römischen Kirchen, darunter Santa Maria in Vallicella (Chiesa Nuova, 1657–1664), Santa Maria Maggiore (1664 bis 1704) und S. Maria in Aracoeli (1664–1710). 1664 reiste er im Gefolge des Kardinals Flavio Chigi nach Frankreich an den Hof Ludwigs XIV.
Ab November 1667 war Pasquini in Diensten des Fürsten Giovan Battista Borghese, Principe di Sulmona, und ab 1693 im Dienst von dessen Sohn Marcantonio. Er bewohnte auch ein Appartement mit drei Zimmern und Küche im dritten Stock des Palasts des Fürstenhauses vor dem Palazzo Borghese.
Pasquini komponierte zwischen 1672 und 1694 zahlreiche Opern, Oratorien, Serenaten und Kantaten für andere Vertreter des römischen Hochadels, darunter die Fürsten Chigi, Colonna und Rospigliosi, und die Kardinäle Flavio Chigi, Benedetto Pamphilj und Pietro Ottoboni und Königin Christina von Schweden, zu deren Ehren seine Opern L’amor per vendetta ovvero l’Alcasta (1673) und Il Lisimaco (1681) aufgeführt wurden. Bei dieser und anderen Gelegenheiten arbeitete er mit Arcangelo Corelli zusammen. Pasquini arbeitete auch für das Oratorium Santissimo Crocifisso und für die römischen Theater Capranica und Tordinona. Seine Kantaten, Oratorien und 14 Opern waren sehr erfolgreich: Er gilt zusammen mit Alessandro Melani, Alessandro Stradella und Alessandro Scarlatti als bedeutendster Opern- und Oratorienkomponist der 1670er bis 1690er Jahre in Rom.
Während Alessandro Scarlattis zweitem Aufenthalt in Rom (1703 bis 1708) arbeiteten Pasquini und Arcangelo Corelli oft an Aufführungen mit diesem zusammen, sie wurden alle drei am 26. April 1706 in die Accademia dell’Arcadia aufgenommen.

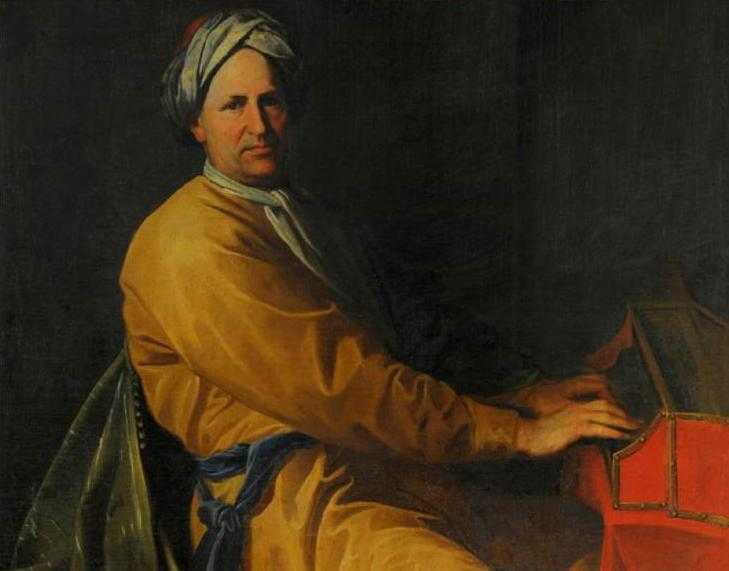
Andrea Pozzo: Portrait Bernardo Pasquinis, aus dem ehemaligen Besitz des Komponisten.
Heute in: Florenz, Conservatorio Statale di Musica „Luigi Cherubini“

Pasquini war ein berühmter Cembalist und gesuchter Lehrer. Zu seinen Schülern zählten Giuseppe Fabbrini, Floriano Arresti, Tommaso Bernardo Gaffi, Johann Philipp Krieger, Georg Muffat, Johann Georg Christian Störl, Franz Jakob Horneck, und wahrscheinlich Ferdinand Tobias Richter und Carlo Domenico Draghi; außerdem sein Neffe Felice Bernardo Ricordati, mit dem er in seinen letzten Lebensjahrzehnten zusammenlebte.
Pasquini gilt als bedeutendster italienischer Komponist von Tastenmusik zwischen Girolamo Frescobaldi und Domenico Scarlatti. Neben polyphonen Werken wie Ricercari, Canzonen etc. komponierte er vor allem Toccaten, Suiten, Variationen und Partiten. Er galt lange Zeit als Erster und Einziger, der in Italien Suiten komponierte; diese stehen jedoch nach heutigem Kenntnisstand in einer Traditionslinie mit Frescobaldis Balletti (1637) und Instrumentalwerken von Maurizio Cazzati, Giovanni Battista Vitali, Giovanni Maria Bononcini und Arcangelo Corelli. Ein Unikum sind seine 28 Sonaten für Basso continuo, von denen 14 für Cembalo solo und 14 für zwei Tasteninstrumente sind. Der größte Teil von Pasquinis Tastenmusik ist in Manuskripten überliefert, die zwischen ca. 1690 und 1707 aufgeschrieben wurden, und sich heute in Berlin und London befinden.
Nach seinem Tode 1710 befanden sich in Pasquinis Besitz fünf Tasteninstrumente: Zwei Cembali mit zwei Registern (vermutlich 8’, 8’), eine „spinetta“, eine „spinettina piccola“ (vermutlich ein 4’), und ein „spinettone“ (großes Spinett, eventuell mit 8’, 4’). Außerdem besaß er ein Porträt von Andrea Pozzo, das Pasquini in einem kanariengelben Gewand mit Turban auf einem Spinett spielend zeigt (heute in: Florenz, Conservatorio Statale di Musica „Luigi Cherubini“).
Der Komponist wurde in der Kirche San Lorenzo in Lucina, in Rom, begraben. Sein Grabmonument mit Marmorbüste (1713) wurde von Pietro Papaleo im Auftrag von Pasquinis Neffen Felice Bernardo Ricordati geschaffen und ist bis heute erhalten.

## Werke (Auswahl)

### Opern
- La sincerità con la sincerità ovvero il Tirinto[9] (1672)
- L’amor per vendetta ovvero l’Alcasta[10] (1673)
- La donna ancora è fedele[11] (1676)
- Trespolo tutore[12] (1677)
- La forza dell’amore[13] (vor 1679)
- Dov’è amore è pietà (Ipermestra)[14] (1679)
- Idalma ovvero chi la dura la vince[15] (1680)
- Il Sidonio ovvero il raro esempio di costanza e fede[16] (1680)
- Il Lisimaco (1681)
- La Tessalonica (1683)
- Arianna (1685)
- Il silentio d’Arpocrate[17] (1686)
- Santa Dimna figlia del re d’Irlanda[18] (1687, nur Akt II; Akt I von Alessandro Melani; Akt III von Alessandro Scarlatti)
- I giochi troiani[19] (1688)
- La caduta del regno delle Amazzoni[20] (1690)
- Alessio (1690)
- Il Colombo overo l’India scoperta[21] (1690)
- Eudossia (1692)

### Oratorien
- Caino e Abele[22] (1671)
- Agar (1675)
- Assuero (1675)
- Sant’Alessio (1675)
- Santa Agnese (1677)
- Divae Clarae triumphus[23] (1682)
- L’idolatria di Salomone[24] (1686)
- I fatti di Mosè nel deserto[25] (1687)
- Il martirio dei santi Vito, Modesto e Crescenzia[26] (1687)
- La purità trionfante overo Martiniano il santo[27] (1688, zusammen mit G. L. Lulier, T. B. Gaffi, G. Ercole, L. Amadori)
- La sete di Cristo[28] (1689)
- La caduta di Salomone[29] (1693)
- Davide trionfante contro Goliath[30] (1694)
- S. Maria di Soria (1694)

### Kantaten u. ä.
Dazu kommen noch ca. 70 handschriftlich überlieferte Kantaten; davon 50 für eine Stimme mit basso continuo (41 für Sopran, 2 für Mezzosopran, eine für Tenor und 6 für Bass); drei Kantaten „a 2 voci“ und zwei „a 3 voci“. Von den Solo-Kantaten sind zwei „con strumenti“ („mit Instrumenten“) und zwei „a 2 voci con strumenti“. Einige Dialog-Kantaten sind von größeren Dimensionen:
- Erminia in riva del Giordano,[31] für 4 Stimmen mit Instrumenten (ca. 1672, Text von Benedetto Pamphilj)
- die Serenata Applauso musicale per il giorno festivo della chiarissima reale maestà di Maria Luigia,[32] für 5 Stimmen mit Instrumenten (1688)
- die Cantata a 5 in lode di san Filippo Neri[33] («Fermate onde del Tebro»)
- und die „cantata musicale“ Il colosso della costanza[34] für 4 Stimmen und Instrumente (aufgeführt im Seminario romano in Rom, 1689; Musik verschollen).

## Diskografie (Auswahl)
- Caino e Abele, „oratorio a 5 con strumenti“ (1671). Andreana Galante, Nadia Ragni, Claudio Cavina, Gianpaolo Fagotto, Furio Zanasi, Il Teatro Armonico, Leitung: Alessandro De Marchi, 1990, Symphonia SY90S01
- Santa Agnese, „oratorio“ (1677). Consortium Carissimi, Leitung: Vittorio Zanon, 2003, Disques Pierre Verany PV703051
- Sonate a due cimbali (1704). Attilio Cremonesi, Alessandro De Marchi, 1992, Symphonia SY91S06
- Sonate per Gravicembalo (1702). Rinaldo Alessandrini, 1991, Astrée E8726
- Sonate per Gravicembalo. Roberto Loreggian, 2003, Chandos
- Bernardo Pasquini – Suites and Variations. Lydia Maria Blank (Cembalo), 2015, Etcetera (KTC 1532)
- Variationi e Partite (1702). Silvia Rambaldi (Cembalo), 1998, Tactus TC 631801
- Organ Works. Ennio Cominetti (organo storico di S. Maria delle Grazie a Montepulciano), 1997, MDG 6060646-2
- Bernardo Pasquini, Opere per Organo e Clavicembalo. Lorenzo Ghielmi, 1990, Nuova Era 6890
- Passion cantatas: Hor ch’il Ciel fra densi horrori; Padre, Signore e Dio. Sharon Rostorf-Zamir, Furio Zanasi, Capella Tiberina, Leitung: Giovanni Caruso, 2010, Brilliant Classics
- Mottetti a voce sola e composizioni per organo, Ensemble Alea Musica, Leitung und Orgel: Alexandra Nigito, 2009, Tactus TC 631802
- La sete di Christo, „oratorio a 4 con strumenti“ , Concerto romano, Leitung: Alessandro Quarta, 2015, Christophorus 77398

## Notenausgaben
- Bernardo Pasquini, Opere per tastiera – Vol. I – VII (7 Bde.), a cura di (hrsg. v.) Armando Carideo, Colledara: Andromeda Editrice, 2002–2004; und Latina: Il Levante Libreria Editrice, 2006.
- Bernardo Pasquini, Le cantate, a cura di (hrsg. v.) Alexandra Nigito, Turnhout, Brepols, 2012.